# Casti connubii

Wappen Papst Pius’ XI.

Fünfzig Jahre nach der Enzyklika Arcanum divinae sapientiae von Papst Leo XIII. veröffentlichte Papst Pius XI. am 31. Dezember 1930 die Enzyklika Casti connubii. Sie trägt den Untertitel: Über die christliche Ehe im Hinblick auf die gegenwärtigen Lebensbedingungen und Bedürfnisse von Familie und Gesellschaft und auf die diesbezüglich bestehenden Irrtümer und Missbräuche. Casti Connubii ist veröffentlicht in den AAS 22 (1930), 539–592 zum 31. Dezember 1930. Sie ist adressiert an die ehrwürdigen Brüder Patriarchen, Primaten, Erzbischöfe, Bischöfe und andere Ortsordinarien, die den Frieden und die Gemeinschaft mit dem Apostolischen Stuhl haben.

## Gliederung
Das lateinische Original hat keine Überschriften, sondern ist lediglich mittels römischer Ziffern in drei Kapitel unterteilt. Ähnlich wie bei dem Vorgängerschreiben gibt es in einigen offiziellen Übersetzungen (hier: Englisch und Spanisch) 130 Rdnrn. und in der ungarischen Version eine Gliederung. In der französischen Version ist keine Gliederung mittels Nummern oder Randnummern vorgegeben, die Abschnitte tragen jedoch Überschriften, die den Inhalt zusammenfassen.
Einleitung
I. Die Ehegüterlehre nach Augustinus
1. Die Kinder
2. Die eheliche Treue
3. Das Sakrament
II. Irrtümer gegen die christliche Ehelehre und Fehler gegen das eheliche Leben
1. Der Angriff auf die Heiligkeit der Ehe
2. Gegen die Kinder
3. Gegen die eheliche Treue
4. Gegen das Sakrament
III. Wie kann man diese Missbräuche ausrotten und überall den geschuldeten Respekt gegenüber der Ehe wiederherstellen?
(dieses Kapitel enthält keine nummerierten Unterpunkte)

## Über die Ehe und Familie
Ehe und Familie sind aus der Sicht der Enzyklika göttliche Institutionen und so betrachtet Pius XI. in dieser Enzyklika die Familie als eine göttliche Institution, und erklärt, dass aus der Ehe die Familie hervorgehe. Die Familie entstehe durch den Ausdruck der Liebe im Vollzug der Ehe, ein Akt, der immer gleichzeitig vereinend (Liebe) und zeugend (Leben) ist. Sollte im ehelichen Akt entweder die vereinende oder die zeugende Dimension fehlen, so folge der Zerfall der Ehe und, gezwungenermaßen, der Familie.

## Die natürliche Gemeinsamkeit
Pius XI. besteht darauf, dass Familiengemeinschaft nicht nur gegenseitige Hilfeleistung bedeute. Sie müsse auch – und zwar in erster Linie – darauf abzielen, dass die Gatten einander behilflich seien, den inneren Menschen immer mehr zu gestalten und zu vollenden. So sollen sie durch ihre Lebensgemeinschaft in den Tugenden immer größere Fortschritte machen, vor allem in der wahren Gottes- und Nächstenliebe wachsen. Das naturgegebene Vertrauen, das sich die Ehegatten einander schenken sollen, bestehe also auch im Wachstum, in der Tugend und in der Heiligkeit der Ehe.

## Über die Verhütung
In der Enzyklika schreibt er über den ehelichen Akt, dass dieser seiner Natur nach nur zur Zeugung von Nachkommen bestimmt sei. Die Verhütung sei deshalb ein unsittliches Verhalten, selbst dann, wenn der eheliche Verkehr stattfinde und Verhütungsmaßnahmen benützt würden. Da nun aber von dieser Regelung abgewichen würde, sei es die Aufgabe der katholischen Kirche, die Lehren zu verteidigen: ...Jede Sünde, die in Bezug auf die Nachkommenschaft begangen wird, ist in gewissem Sinne auch eine Sünde gegen die eheliche Treue, da diese beiden Gaben von Gott eingesetzt worden ist...

## Über die Mischehe
Der Papst verbietet ausdrücklich die interkonfessionelle bzw. interreligiöse Ehe und begründet dies damit, dass die Ehen zwischen Andersgläubigen strengstens von der Kirche verboten werde, denn wenn ein Eheteil vom Glauben abfalle, sei die Erziehung der Kinder zu einem katholischen Glauben nicht gesichert. Ausnahmen seien nur nach strengster Prüfung zu gestatten und sollten eine Ausnahme bleiben. Da bei Mischehen zudem die Gefahr bestehe, dass sich die Kinder vom Glauben entfernen, würde aus solchen Ehen eine Schädigung des gemeinsamen Glaubens hervorgebracht.

## Über Eugenik
Die Enzyklika lehnt staatliche Eingriffe in das Recht auf Eheschließung aus eugenischen Gründen, also bei Paaren, bei denen infolge von Vererbungen nur eine körperlich und/oder geistig behinderte Nachkommenschaft zu erwarten ist, ab. Auch untersagt sie dem Einzelnen wie dem Staat, Eingriffe in die körperliche Unversehrtheit eines Menschen vorzunehmen, um die Zeugung von Nachwuchs aus eugenischen oder anderen Gründen zu verhindern. Sie lehnt damit Sterilisation und insbesondere Zwangssterilisation ab.

## Anmerkung
Mit der Enzyklika Humanae Vitae griff Papst Paul VI. diese Themen nochmals auf.